# De Duivelsprinsen (strip)
De Duivelsprinsen is een sciencefictionboek van Jack Vance. De strip is geschreven door Jean-David Morvan, de tekeningen zijn van Paolo Traisci. De tekeningen zijn ingekleurd door Fabio Marinacci en de uitgeverij van de strip is Daedalus.

## Verhaallijn
Nadat de Duivelsprinsen de bevolking van Fraaibergen uitgemoord hebben of de overlevenden als slaven weggevoerd zijn, blijven alleen van Kirth Gersen en zijn grootvader over. Kirth is vastberaden om de Duivelsprinsen te wreken en zweert hen te vernietigen. Het is moeilijk om de Duivelsprinsen op te sporen. Ze houden zich overal in het heelal schuil en ze zijn meesters in vermommingen. Kirth Gersen probeert ze alle 5 een voor een op te sporen en te confronteren met de consequenties van hun daden. 

## Achtergrond
Anders dan de gelijknamige romanreeks van Jack Vance die uit vijf romandelen bestaat, bestaat de stripreeks uit twee delen, maar de verhaallijnen komen wel overeen.

## Albums
1. De sterrenkoning       2020
2. Malagate de plaag     2021